# Charassobates cavernosus
Charassobates cavernosus är en kvalsterart som beskrevs av Grandjean 1929. Charassobates cavernosus ingår i släktet Charassobates och familjen Charassobatidae. Inga underarter finns listade i Catalogue of Life.